# Provincia Uttaradit
Uttaradit (în thailandeză อุตรดิตถ์) este o provincie (changwat) din Thailanda. Situată în regiunea de Nord, provincia Uttaradit are în componența sa 9 districte (amphoe), 67 de sub-districte (tambon) și 562 de sate (muban). 
Cu o populație de 463.581 de locuitori și o suprafață totală de 7.838,6 km2, Uttaradit este a 57-a provincie din Thailanda ca mărime după numărul populației și a 25-a după mărimea suprafeței.